# Torneo de Seúl 2015
El KDB Korea Open 2015 es un torneo de tenis profesional jugado en canchas duras. Es la 12 ª edición del torneo que forma parte de la  WTA Tour 2015. Se llevará a cabo en Seúl, Corea entre el 21 y el 27 de septiembre de 2015.

## Cabeza de serie

### Individual
| Tenista                   | Ranking | Preclasificada |
| Irina-Camelia Begu        | 30      | 1              |
| Anna Karolína Schmiedlová | 32      | 2              |
| Sloane Stephens           | 33      | 3              |
| Varvara Lepchenko         | 38      | 4              |
| Mona Barthel              | 48      | 5              |
| Alexandra Dulgheru        | 51      | 6              |
| Julia Görges              | 54      | 7              |
| Alison Van Uytvanck       | 55      | 8              |

- Ranking del 14 de septiembre de 2015

### Dobles
| Tenista                              | Ranking | Preclasificada |
| Lara Arruabarrena Andreja Klepač     | 69      | 1              |
| Kiki Bertens Johanna Larsson         | 84      | 2              |
| Irina-Camelia Begu Raluca Olaru      | 91      | 3              |
| Kimiko Date-Krumm Kateřina Siniaková | 174     | 4              |

## Campeonas

### Individual Femenino
Irina-Camelia Begu venció a  Aliaksandra Sasnovich por 6-3, 6-1

### Dobles Femenino
Lara Arruabarrena /  Andreja Klepač vencieron a  Kiki Bertens /  Johanna Larsson por 2-6, 6-3, [10-6]